# Барбара Цилли
Барбара Цилли (хорв. Barbara Celjska, венг.  Cillei Borbála) — дочь графа Цельского, императрица Священной Римской империи, супруга германского императора Сигизмунда. Получила эпитет «Мессалина Германии». Стояла у истоков ордена Дракона. В отсутствие своего мужа управляла Венгрией как регент.

## Генеалогия
Барбара была дочерью Германа II, графа Целе, и графини Анны Шаунберг. По отцу Барбара была внучкой Германа I, графа Цилли, и его жены Катерины Боснийской, возможно сестры Елизаветы Боснийской. По матери Барбара была внучкой Генриха III Шаунберга и его жены Урсулы Горц.
Барбара и её кузина Анна вышли замуж за правящих королей, чьи покойные жены были сестрами и родственниками семьи Цилли. Анна вышла замуж за Владислава II Ягелло, короля Польши и Литвы, в 1402 году после смерти Ядвиги Польской. Барбара вышла замуж за Сигизмунда, короля Венгрии, в 1405 году после смерти Марии Венгерской.
Внуки Барбары — Анна Люксембургская, Елизавета Австрийская и Ладислав Постум. Она одна из прародительниц современных европейских королевских фамилий, её кровь течет в венах большинства сегодняшних династий.
Отец Барбары как тесть враждующих Сигизмунда и Владислава II Ягелло играл важную роль в политике до Грюнвальдской битвы 1410 года, помогая предотвратить атаку Сигизмунда, который был в союзе с Тевтонским Орденом, на Ягелло. Ягелло с его славянскими союзниками разгромили Тевтонский орден вместе с войсками, предоставленными 22 западными странами, включая Папские провинции.

## Биография
Барбара была помолвлена в 1401 и вышла замуж в 1405 (или 1408) за Сигизмунда, короля Венгрии, младшего сына Карла IV, императора Священной Римской империи, позже ставшего правителем Германии (1410), Богемии (1419) и императором Священной Римской Империи в 1433 году. Этот брак должен был усилить власть Сигизмунда над венгерским троном, так как через своего отца Барбара могла проследить своё происхождение не только от словенский правителей Цилли и Котроманичей из Боснии, но и от благородного семейства Субичей из Хорватии. Брак, по-видимому, состоялся в 1405, но не существует точного подтверждения до 1408 года, когда она стала королевой Венгрии .
Барбара родила Елизавету, единственную выжившую наследницу и преемницу Сигизмунда, которая вышла замуж за Альбрехта II, короля Германии.
Барбара провела большую часть своей жизни в Венгрии, тогда как её супруг заботился о своих других тронах, а она была регентом Венгрии в его отсутствие в 1412, 1414, 1416 и 1418 годах. В 1429 она принимала участие в конгрессе Луцка. Она была коронована королевой Венгрии в 1408, королевой Германии в 1414, императрицей Священной Римской Империи в 1433 и королевой Богемии в 1433.
Барбару описывали как умную и красивую. Она была хорошо образована и говорила на словенском, немецком и латинском языках. Она была убежденной атеисткой и, говорят, запрещала свои фрейлинам молиться. Томас Прусич восхвалял её красоту, а Эней Сильвио Пиколомини докладывал, что она имела любовников, как и её супруг, «неверный супруг освободил свою жену от супружеских уз». Эней Сильвио Пиколомини заявлял, что она имеет «гарем» любовников. В 1419 её муж отлучил её и её дочь от двора Орадя, согласно Сигизмунду фон Эберхарду, они вернулись в 1421 году.
Барбара пыталась убедить богемцев предложить Владиславу III Польскому или Казимиру Польскому Богемский трон после смерти Сигизмунда вместо её зятя Альберта Австрийского, взамен, Владислав женится на ней. Когда Сигизмунд узнал об этом, он приказал заключить её в тюрьму в Братиславе 5 декабря 1437 года.
После смерти Сигизмунда Барбара была отпущена, вся её собственность была конфискована, а сама она изгнана из Венгрии. Она уехала в Польшу, где ей, согласно Пагал Длугоза, было дано поместье Сандомир. В 1441 году она переехала в Мельник в Богемии. Остаток жизни она провела как вдовствующая королева в Богемии, где её обвиняли в интригах против режима. Она провела свои последние годы в занятиях алхимией и оккультизмом. Умерла от чумы.

## Генетика
Барбара Цилли — прямой, по материнской линии, предок Николая II Российского. При условии, что генеалогия правильная, это означает, что она и все её родственники по материнской линии были носителями митохондриальной гаплогруппы T. Она включает её многих по женской линии потомков среди европейского дворянства.
Её прадед — Владислав Котроманич, прабабушка — хорватская графиня — Елена Субич, мать боснийского короля Твртко I.